# Max Schradin

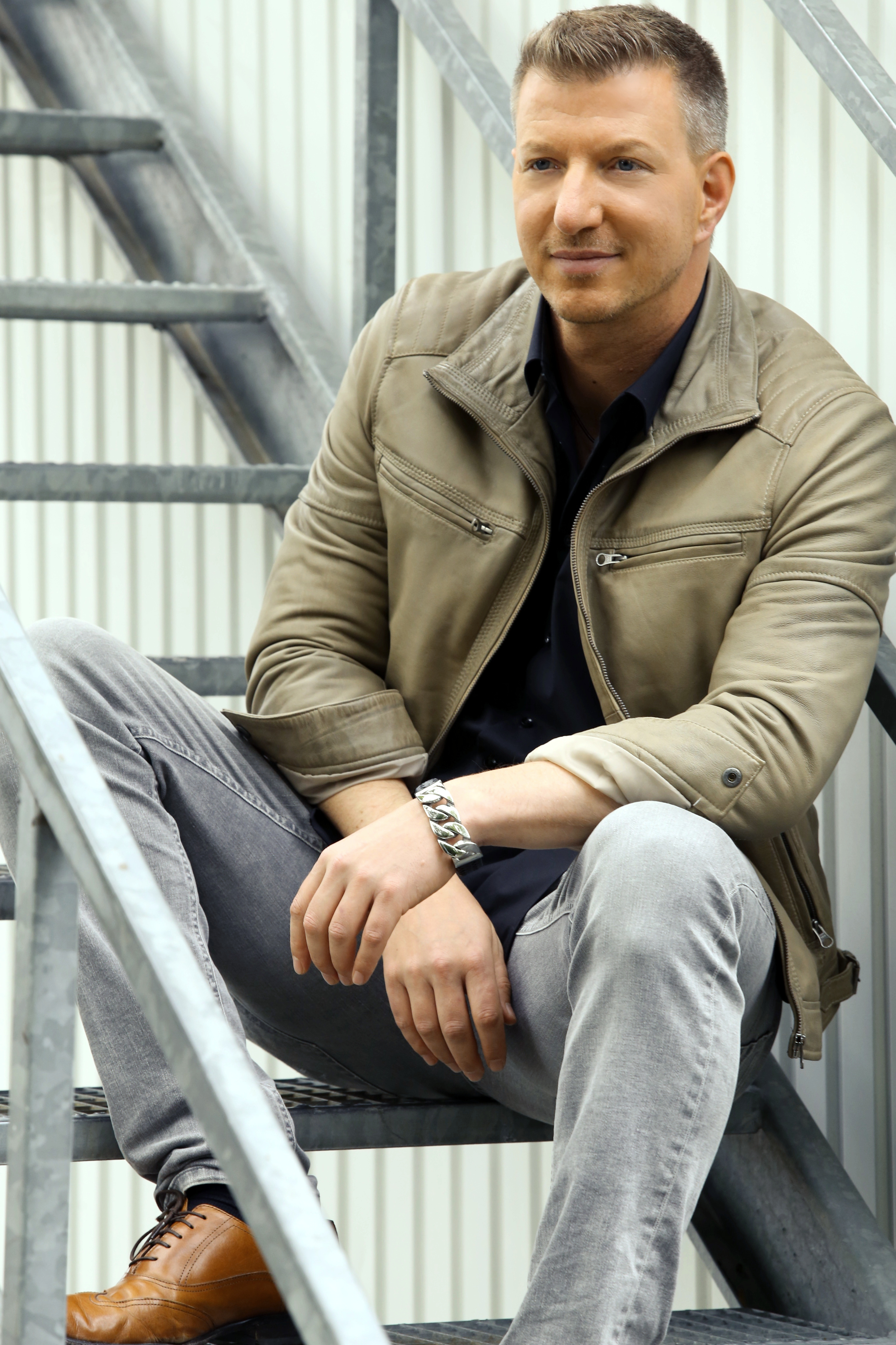
Max Schradin, 2018

Max Schradin (* 12. April 1978 in Frankfurt am Main) ist ein deutscher Fernsehmoderator und Livestreamer. Bekannt wurde Schradin durch seine Moderation von Gewinnspielen bei dem Fernsehsender 9Live. Seit 2021 ist er im Fußball-Amateurbereich als Schiedsrichter aktiv und seit 2022 auch in der Influencer-Szene vertreten.

## Leben und Tätigkeit

### Jugend und Ausbildung
Nachdem er 1999 sein Fachabitur an der Feldbergschule abgeschlossen hatte, absolvierte Max Schradin seinen Zivildienst. Während dieser Zeit unterbrach er für zwei Monate seinen Dienst, um ein Praktikum in der Redaktion der Fernsehshow Arabella zu absolvieren. Anschließend arbeitete er ab 2000 als Warm-Upper (eine Art „Anheizer“ bei Liveshows), um sein Schauspielstudium an der Internationalen Michael-Tschechow-Schule in München zu finanzieren. Während seiner Ausbildung war er an verschiedenen Fernsehproduktionen wie Arabella, Clip Mix und Nicole – Entscheidung am Nachmittag beteiligt und fungierte auch als Veranstaltungsmoderator bei Messen und Galas. Nach zweieinhalb Jahren schloss er das Grundstudium ab, ab 2002 arbeitete er in einer Münchener Castingagentur.

### Moderation und Fernsehen
Im April 2003 begann Max Schradin seine Karriere als Moderator, als er bei Sonnenklar.TV ein Sendefenster für 9Live übernahm. Er blieb bis zur Einstellung des Livesendebetriebs am 31. Mai 2011 bei 9Live tätig. Im Jahr 2012 moderierte er beim regionalen Internetradio Radio Fortuna in Heusenstamm, das jedoch nach einer Insolvenz den Betrieb einstellte.
Von 2012 bis zum Sommer 2014 war Schradin als Moderator beim Teleshopping-Sender Channel 21 tätig. Anschließend wechselte er im August 2014 zu 123tv, einem weiteren Teleshopping-Sender, und blieb dort bis Februar 2022 auf Sendung. Zu Beginn des Jahres 2023 kehrte er zu 1-2-3.tv zurück.
Am 18. Oktober 2014 moderierte Schradin um 20 Uhr die Samstagabendshow „Das große Autoquiz“ auf Sport1. Am 12. Februar 2016 führte er die Glücksspielsendung „drückglück.de“ auf Sport1.
Schradin hatte 2020 einen Gastauftritt in der Satire-Reihe „Browser Ballett“.
Im Jahr 2024 übernahm Max Schradin die Moderation mehrerer Events. So führte er durch die „FINAL 8“ der „Icon League – Season One“, einem von Toni Kroos und Elias Nerlich initiierten Turnier. Im Dezember 2024 moderierte er für McDonalds, gemeinsam mit Jens Knossalla, „Die große McDonald’s Monopoly Preisshow“. Darüber hinaus war er Teil des Moderationsteams beim Weihnachtsevent 2.0 von MontanaBlack, zusammen mit MontanaBlack selbst, Zarbex, Marc Gebauer und Adam Wolke.

### Social Media
Am 26. Mai 2021 begann Max Schradin, unter dem Accountnamen realmaximalschradin (später MAXIMAL_SCHRADIN, heute SCHRADIN), Live-Streams auf Twitch zu veröffentlichen. In diesen Streams kommentiert er unter anderem alte Fernsehsendungen und veranstaltet interaktive Call-In-Quizspiele unter dem Namen 9Live 2.0, in Anlehnung an den früheren Sender 9Live. Die Teilnehmer können kostenlos über Discord oder über Telefon (zu normalen Telefonkosten) an den Spielen teilnehmen. Zudem interagiert Schradin während der Streams live mit seinen Zuschauern.
Im Jahr 2022 erzielte Schradin mit einem TikTok-Video innerhalb von nur 24 Stunden 1,8 Millionen Aufrufe und platzierte sich somit in den Top 10 der meistgesehenen Videos in Deutschland.
Im Februar 2023 moderierte Schradin gemeinsam mit Jens Knossalla die Live-Sendung „Die große Koffershow“ auf Wir24 TV.
Im Oktober 2024 nahm er am Minecraft-Projekt „Craft Attack 12“ teil, das er auf der Streaming-Plattform Twitch live streamte.

### Schiedsrichter
Im Jahr 2021 machte Schradin über die Streaming-Plattform Twitch bekannt, dass er eine Fußball-Schiedsrichtertätigkeit im Amateurbereich ausübt. Im August 2022 hatte er die Gelegenheit, ein Freundschaftsspiel zwischen den Influencern Trymacs und Jens Knossalla zu leiten. Darüber hinaus wurde Schradin für den 15. Juli 2023 als Schiedsrichter für ein weiteres Spiel zwischen Trymacs und EliasN97 bestätigt.

## Kontroversen
Der Call-in-Gewinnspielkritiker Marc Döhler bemängelte im Jahre 2008 Auftritte Schradins bei 9Live aufgrund von aus seiner Sicht irreführender Aussagen, beispielsweise über die Bekanntheit gesuchter Rätselbegriffe. Schradin beschimpfte den Moderator eines anderen Gewinnspielanbieters mit der Äußerung: „Dieser blonde Pädophile da.“, woraufhin er für kurze Zeit beurlaubt wurde. In einer Stellungnahme behauptete er, die Bedeutung des „Fachausdruck[s]“ nicht gekannt zu haben, gleichzeitig aber, ihn versehentlich anstelle des Wortes „adophil“ platziert zu haben, zweiteres ohne eine Erklärung zu geben, was dieser Begriff bedeuten soll. Zudem moderierte Schradin bei 9Live einen Betrugsfall des Senders am 17. November 2008, bei dem Lösungen nachträglich verändert wurden, weswegen er abgemahnt wurde. Laut eigenen Angaben meldete Schradin selbst diesen Vorfall und trug so zur Aufklärung bei.

## Moderationen
- 2003–2004: Sonnenklar.TV (Sendefenster 9Live, Call-in-Gewinnspiele)
- 2004–2011: 9Live (Call-in-Gewinnspiel)
- 2004–2010: Sat.1, Kabel Eins, ProSieben (Call-in-Gewinnspiele)
- 2012–2014: Channel 21
- 2012: Radio Fortuna (Internetradio)
- 2014–2022, seit 2023: 123tv
- 2014: Das große Autoquiz (Sport1) (Call-in-Gewinnspiel)
- 2016: drückglück.de (Sport1)
- seit 2020: Premium-shopping.tv
- seit 2022: Wir24 TV
- 2023: MontanaBlack: Weihnachtsevent[32]
- 2024: Icon League – Season One[14]
- 2024: Die große McDonald’s Monopoly Preisshow[15]
- 2024: MontanaBlack: Weihnachtsevent 2.0[16]
- 2024: Darts Creator Cup 2024

## Gastauftritte
- 1998: Arabella (ProSieben)
- 2005: Frühstücksfernsehen (Sat.1)
- 2008: ClipfishTV (RTL)
- 2012: Roche & Böhmermann (ZDFneo)
- 2020: Browser Ballett (Das Erste)
- 2023: Erkennst du den Song?[33] (World Wide Wohnzimmer)
- 2023: Big Brother Knossi Edition[34] (Big Brother Deutschland)
- 2024: Trymacs Twitch E-Scooter Tour (Twitch)[35]
- 2025: Trymacs Twitch Laufband-Rad Tour (Twitch)[36]
- 2025: Trymacs Twitch Kanu Tour (Twitch)[37]

## Auszeichnungen
- StreamAwards 2023: in der Kategorie Bester Cringe Moment, 2023[38]
- StreamAwards 2024: in der Kategorie Bester Troll Moment, 2024[39]
- Goldene Ehrennadel der Stadt Oberursel

## Diskografie
- 2024: Der Habicht hat zwei H